# Селим III

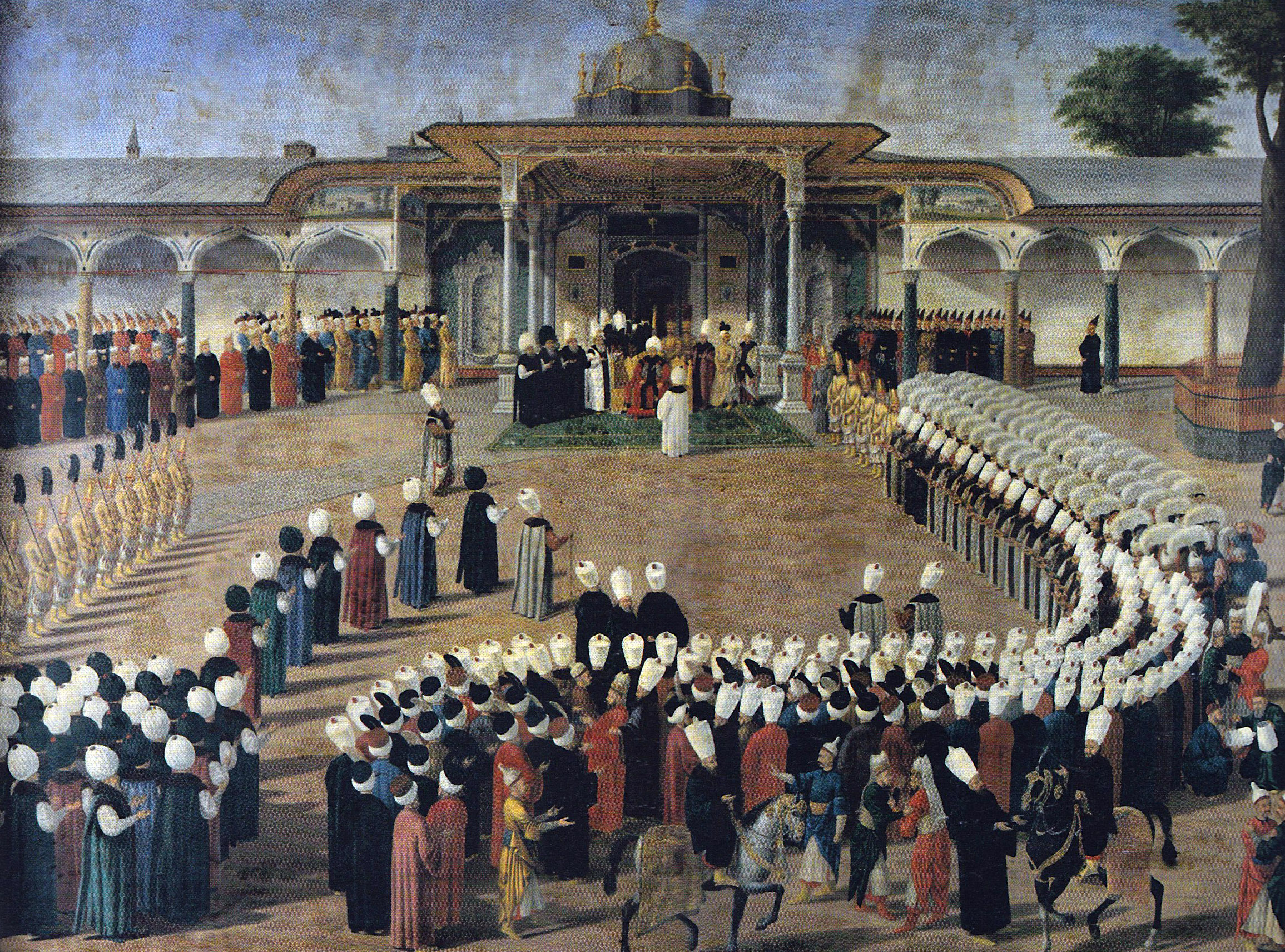
Селим III принимает сановников во дворе Дворца Топкапы.

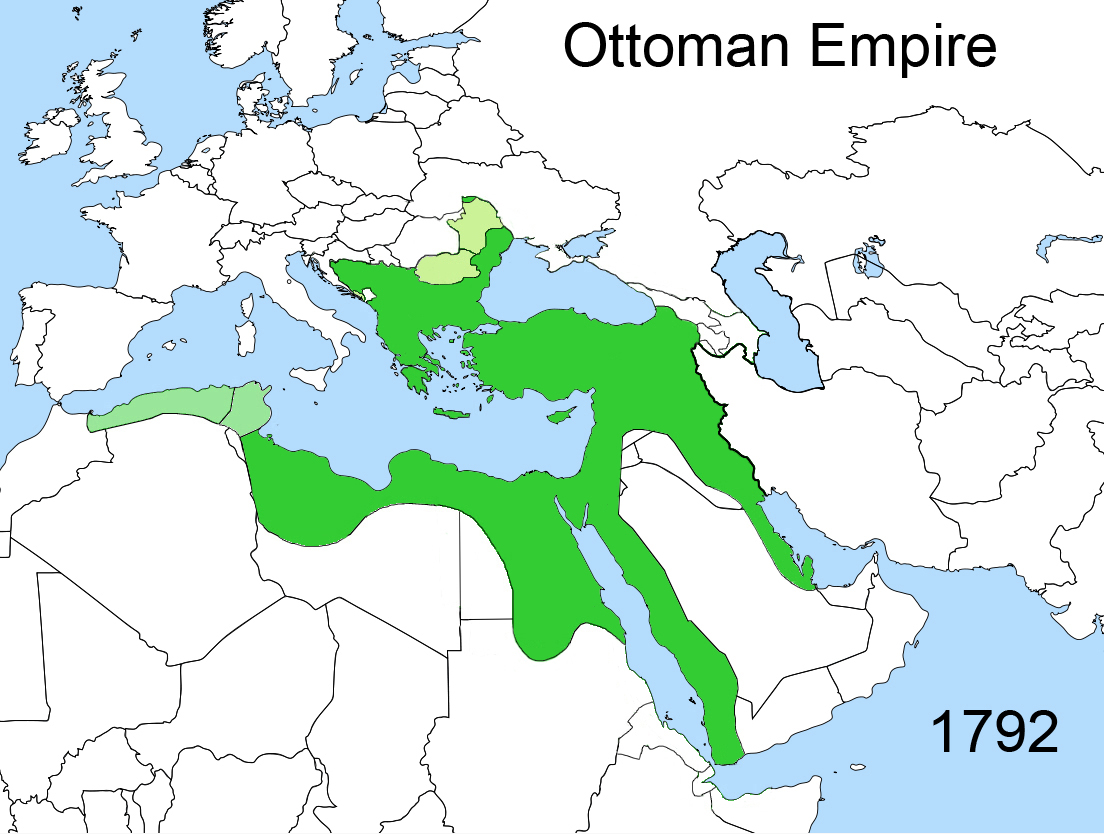
Османская империя при Селиме III, 1792 г.

Сели́м III (осман. سليم ثالث‎ / Selîm-i sâlis, тур. Üçüncü Selim; 1761, Топкапы, Стамбул, Османская империя — 1808, там же) — 28-й султан Османской империи (1789—1807), сын султана Мустафы III. Пытался модернизировать страну, опираясь на европейские примеры, проводил либеральные реформы, ограничил вольности и привилегии корпуса янычар. Увлекался светским искусством и поэзией. Был свергнут янычарами. Во время бунта, приведшего к свержению Мустафы IV, Селим был убит по приказу султана.

## Ранние годы
Селим III был сыном султана Мустафы III и его жены Михришах-султан. Его мать была родом из Грузии и, став валиде-султан, участвовала в реформировании государственных школ. Его отец, Мустафа III, был очень хорошо образован и верил в необходимость реформ в стране. Мустафа III попытался создать мощную армию из профессиональных, хорошо подготовленных солдат. Это было прежде всего мотивировано его страхом перед российским вторжением. Султан издал новые воинские уставы и открыл морские и артиллерийские академии. Во время русско-турецкой войны он заболел и умер от сердечного приступа в 1774 году.
Султан Мустафа всю жизнь находился под влиянием мистицизма: оракулы предсказали ему, что его сын Селим будет покорителем мира, и султан организовал праздник продолжительностью семь дней по случаю рождения наследника. Селим получил отличное образование во дворце. Султан Мустафа III провозгласил сына в качестве своего преемника, однако дядя Селима, Абдул-Хамид, вступил на престол после смерти Мустафы. При этом султан Абдул-Хамид не обозлился на племянника, а продолжал заботиться о его образовании.
В 1789 году 26-летний Селим III наследовал своему дяде Абдул-Хамиду, с намерением реорганизовать Османское государство по европейскому образцу. Он планировал модернизировать Османскую империю, в том числе армию. Однако затруднительное международное положение и экономическое разорение ставили на его пути непреодолимые препятствия. Он получил в наследство от предшественников войну с Россией, которую в 1791 году закончил невыгодным для Османской империи Ясским миром.

## Внутренняя политика

### Реформы
Нападением генерала Бонапарта на Египет в 1798 году Селим III был вовлечён в войну с Францией. Лишь после заключения мира с ней, в 1802 году, он мог посвятить свои силы делу обновления государства. Селим III претворил в жизнь полезные преобразования в области административного аппарата (в особенности это касалось бюджетного ведомства), упразднил военное управление ленных владений, а также стремился способствовать распространению образования среди подданных империи (в частности, во времена правления Селима III на турецкий язык был переведён ряд работ европейских, прежде всего французских, авторов по военному делу, математике и другим областям человеческого знания, а уже в 1792 году вновь начала функционировать турецкая типография), но прежде всего ему необходимо было освободиться от влияния янычар, которые по произволу низвергали, возводили на престол и держали в руках султанов, на войне же оказывались мало полезными.
Селим призвал французского генерала Себастиани и с его помощью создал Низам-и Джедид (осман. Nizam-ı Cedid‎ — «новый порядок»), то есть по-европейски организованное войско. Это должно было привести к другим реформам (весь комплекс которых также называют Низам-и Джедид), но общество было к ним совершенно не готово и не поддержало султана против янычар, среди которых мероприятия Селима вызвали страшное раздражение. Кроме того, положение правителя усугублялось настроениями значительного числа крестьян и горожан Османской империи, которое было недовольно новыми налогами (к примеру, на некоторые сельскохозяйственные товары), введёнными Селимом для дальнейшего финансового обеспечения своих преобразований.
Селим провел внутренние реформы, чтобы усилить свое правительство. Он запросил предложения у всех руководящих учреждений. В качестве основы для изменений он сформировал новую Казну, наполняемую в значительной степени от штрафов и конфискаций имущества ленников султана, которые перестали выполнять свои военные обязательства; открыл современные школы и начал направлять молодых турок в Европу для дальнейшего обучения. До начала реформ образование в Османской империи не было урегулировано государством, и создание академий военно-морской и военной техники, медицинских колледжей дали толчок открытию подобных учреждений и для дипломатов и управленцев.
Селим составил первый план государственного образования, предусматривавший законченную систему начальных школ, средних школ и университетов, для управления которыми было образовано Министерство образования. Еще более амбициозный план, реализация которого была начата в 1789 году, предусматривал бесплатное и обязательное начальное образование. Обе схемы укоренялись очень медленно из-за отсутствия денег, но тем не менее было открыто более 36 000 школ, хотя большинство из них были маленькими, традиционными начальными школами. Немусульмане также получили доступ в школы, учрежденные иностранными миссионерскими группами в империи.

## Международные отношения
Селим III осознавал важность дипломатических отношений с другими странами и настаивал на постоянных посольствах при дворах всех великих держав Европы, что было сложно в реализации, учитывая религиозные предрассудки в отношении мусульман. Султану удалось учредить посольства в Великобритании, Франции, Пруссии и Австрии.

### Русско-турецкая война (1787—1792)

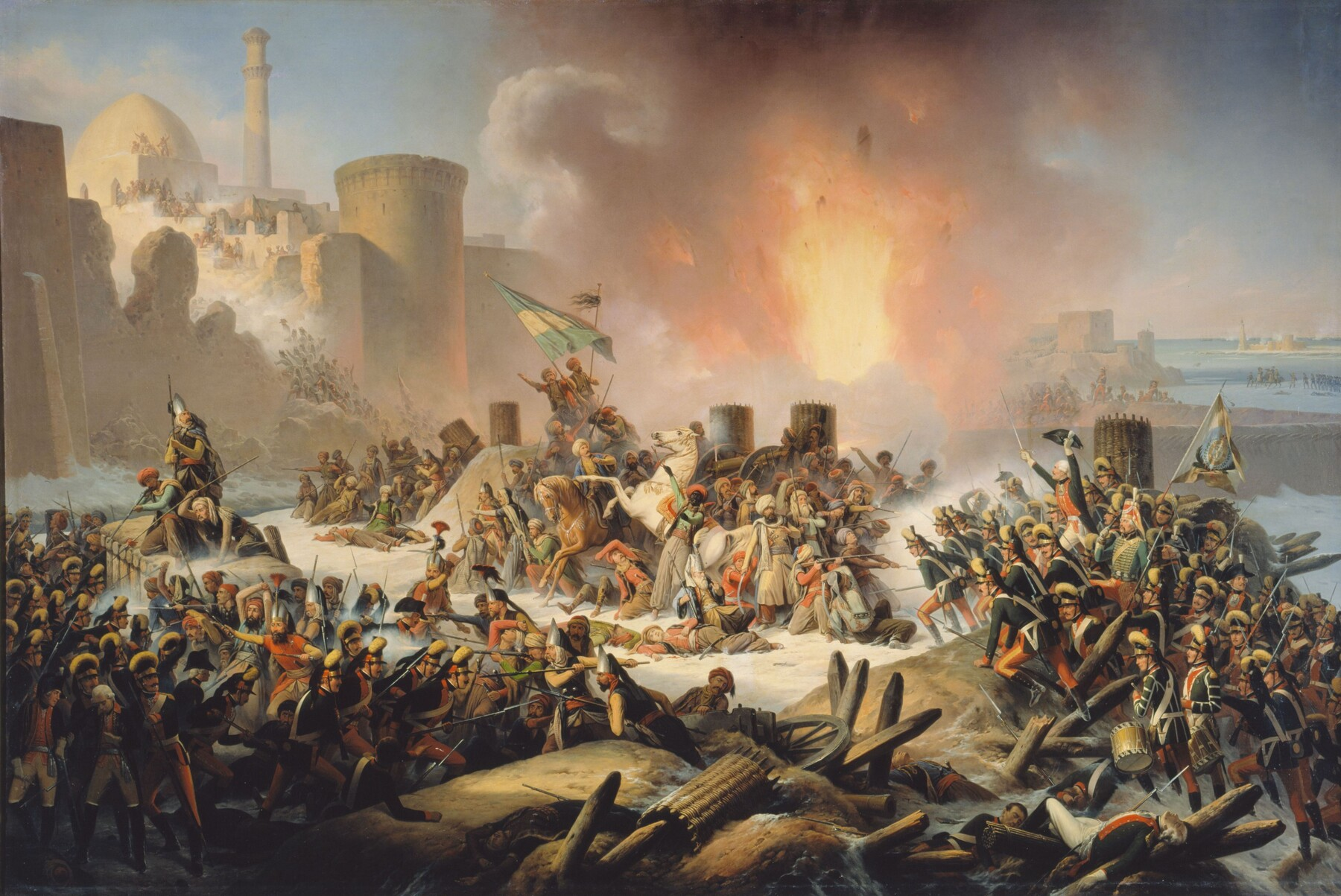
Я. Суходольский «Штурм Очакова».

Предыдущая русско-турецкая война (1768-1774) началась после того, как Турция потребовала у императрицы Екатерины II воздерживаться от вмешательства во внутренние дела Польши. В результате русские войска одержали впечатляющие победы над турками — захватили Азов, Крым и Бессарабию, под командованием фельдмаршала Петра Румянцева опустошили Молдавию, а также разбили турок в Болгарии. Турки были вынуждены искать мира, который был заключен в Кючук-Кайнарджи. Этот договор сделал Крымское ханство независимым от турецкого султана и позволил в 1783 году Екатерине присоединить весь Крымский полуостров.
В 1787 году вспыхнула новая война, Россию вновь поддержала Австрия. Под командованием генерала Александра Суворова русские войска одержали несколько побед, которые дали им контроль над низовьями Днестра и Дуная. Султану Селиму III хотелось восстановить престиж своего государства хотя бы одной победой, прежде чем заключить с Российской империей мирный договор, но состояние турецкой армии не позволяло надеяться на это. Поэтому дальнейшие российские успехи заставили турок подписать Ясский мирный договор 9 января 1792 года.
Исход войны стал для Турции катастрофой: по этому договору Турция уступила России все западное Черноморское побережье. Когда Турция свергла прорусских наместников Молдавии и Валахии в 1806 году, война вспыхнула снова, хотя и в меньших масштабах, так как Россия не хотела сосредотачивать крупные силы против Турции в условиях неясности в ее отношениях с наполеоновской Францией. Но в 1811 году, имея перспективу войны с Францией, Россия стала искать быстрое решение напряженности на южной границе. Победоносная кампания фельдмаршала Михаила Кутузова в 1811—1812 годах вынудила турок подписать Бухарестский мирный договор 18 мая 1812 года. В этот раз Турция уступила России Бессарабию. Россия также обеспечила перспективы автономии для сербов, которые восстали против турецкого владычества. Это осложнило для Порты ситуацию на Балканах.

### Австро-турецкая война (1787—1791)
Одновременно с войной с Российской империей Селим III был вынужден вести войну против Австрии, являвшейся союзником России. Боевые действия велись в основном в Дунайских княжествах и в Хорватии и в целом не принесли серьезных результатов — этот театр боевых действий оставался второстепенным для Порты.

### Отношения с Типу Султаном
Типу Султан был независимым правителем султаната Майсур, верного Великому Моголу Шах-Аламу II. Возглавив индийское сопротивление англичанам, он срочно просил османской помощи во время Третьей англо-майсурской войны, которая необратимо грозила султану поражением. Одновременно Типу Султан налаживал контакты с Францией. Ища дорогу в Британскую Индию, Наполеон Бонапарт вторгся в Османский Египет в 1798 году, что вызвало панику в Константинополе.
Британцы обратились к Селиму III, чтобы он отправил письмо Типу Султану с предложением прекратить состояние войны между Майсуром и Британской Ост-Индской компанией. Селим III написал письмо Типу Султану, критикуя французов, а также сообщил, что османы готовы выступить посредниками в переговорах между Майсуром и англичанами. Типу Султан дважды писал Селиму III, отвергая его советы и предложения, но письма дошли до Константинополя, лишь когда вспыхнула Четвёртая англо-майсурская война, и Типу Султан был убит во время блокады Серингапатама (1799).

### Франко-турецкие отношения

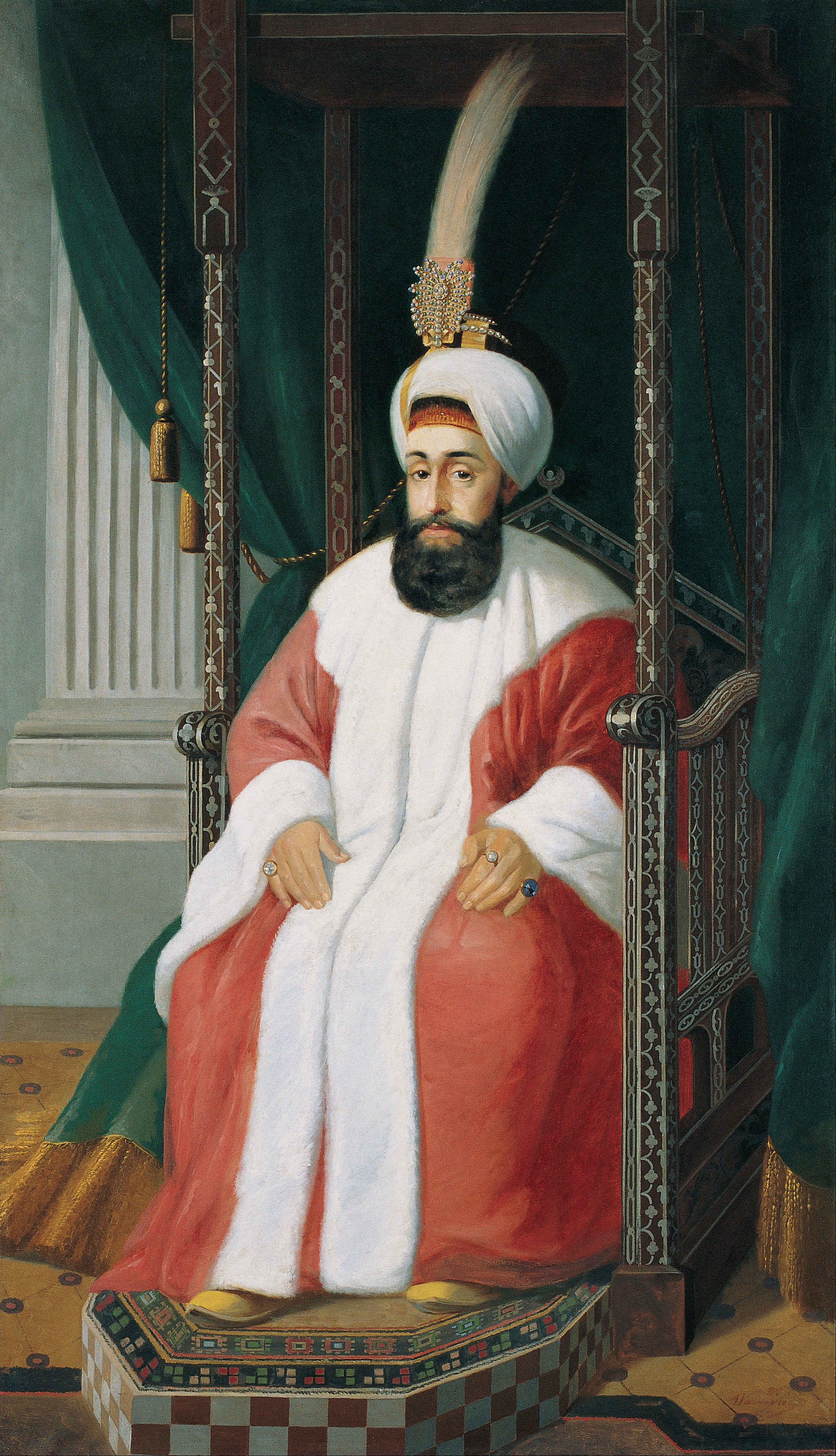
Султан Селим III. Посмертный портрет 1850 года.

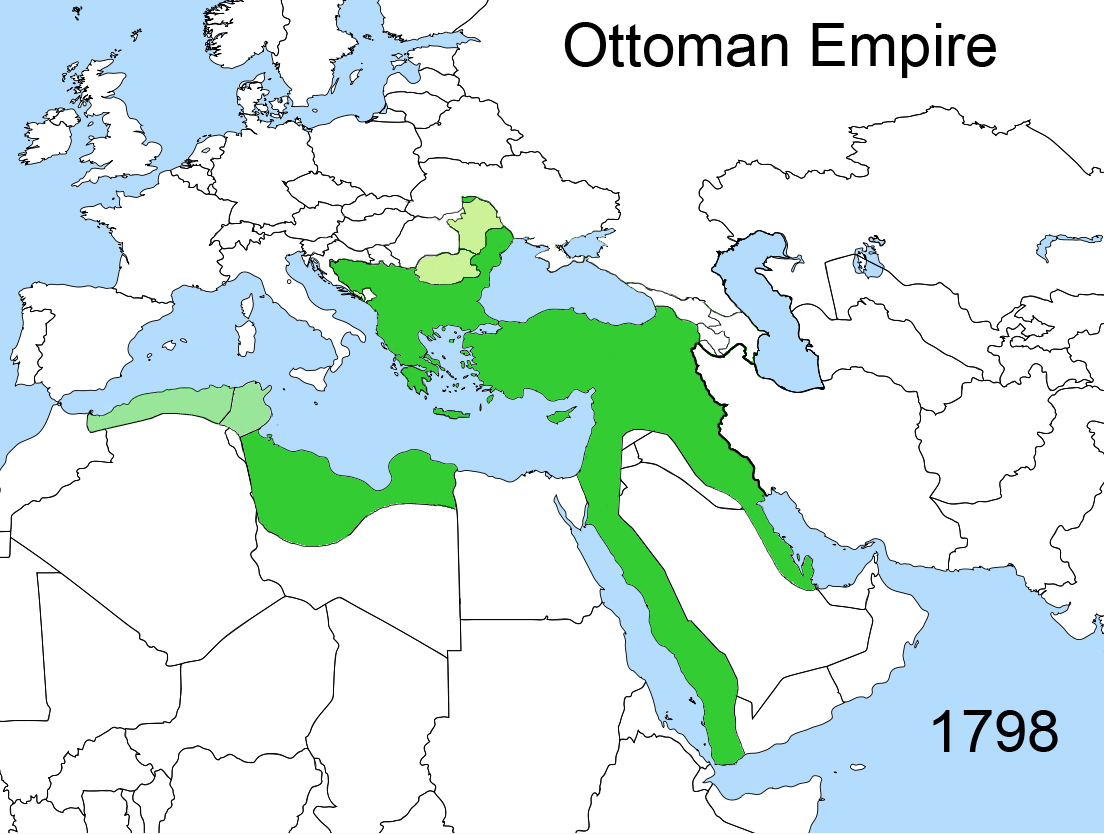
Османская империя в 1798 году

Несмотря на свержение монархии во Франции, османское правительство успокоило французских представителей в Константинополе, выразив желание продолжать межгосударственное сотрудничество.
После Ясского мира 1792 года, положившего конец войне между Османской империей и Россией, Селим надеялся оставаться в стороне от европейских конфликтов, возникших в результате Французской революции, хотя он лично симпатизировал французам в их борьбе. Стремление Селима к нейтралитету вытекало из его желания иметь время, чтобы реализовать свои планы военной реформы.
Однако 1 июля 1798 года французские войска высадились в Египте, и Селим объявил войну Франции. Французский захват Египта дал результаты, противоречащие тем, которые ожидал Наполеон. Вместо того, чтобы нанести удар по колониальной власти Великобритании, вторжение встревожило Порту и толкнуло ее к союзу с англичанами, а также с давним врагом — Россией. Тем не менее, к 1802 году Амьенский мир положил конец войне между Францией и Второй коалицией. Мир дал Наполеону, ныне первому консулу Франции, передышку, в течение которой он мог восстановить отношения с Османской империей.
1802—1807 годы стали периодом протурецкой политики со стороны Наполеона. Дружба и союз с Османской империей он рассматривал как полезный инструмент против своего главного врага, Британии, а также как средство противодействия России. Налаживанию франко-турецких отношений способствовали два фактора: во-первых, долгая история дипломатических и экономических отношений между государствами (с XVI века), французы были первыми, кто заключил торговый договор с турками, а французские предприниматели инвестировали значительные средства в османскую экономику; во-вторых, султан Селим III большую часть своей жизни был несколько расположен к французам. Султан имел пристрастие к западноевропейскому театру, музыке, искусствам и поэзии, европейскому военному искусству. Еще до того, как он стал султаном, он тайно написал Людовику XVI с просьбой дать ему советы о том, как поднять османские вооруженные силы до уровня европейских.
Хотя прежние отношения с французами уже были невозможны — султан не забыл прошлых обид — Турция присоединилась к континентальной блокаде Великобритании на стороне Наполеона. 27 декабря[когда?] была объявлена война России, а в марте 1807 года — Великобритании.

## Интерес к поэзии и искусствам
Селим III был большим любителем музыки, и это качество проявилось в нём ещё в то время, когда он был наследником престола. Селим III не только играл на двух музыкальных инструментах (танбуре и нае), но и сочинял: его авторству принадлежит четырнадцать композиций классической турецкой (османской) музыки, три из которых исполняются и в настоящее время. Кроме того, Селим III покровительствовал композиторам империи, в число которых входили Деде Эфенди и Амбарцум Лимонджян.

## Бунт янычар, падение и гибель

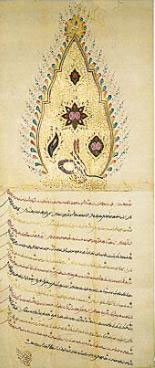
Фирман Селима III, предоставивший Франсуа Пуквилю право представлять Францию при дворе Али-паши Тепеленского.

Толчком к падению Селима стали волнения в балканских владениях Порты — в Сербии и Валахии, — в очередной раз продемонстрировавшие слабость власти султана. На фоне поражений в конфликтах с Россией, а также из-за чрезмерной (в глазах подданных и двора) симпатии султана к европейцам, авторитет Селима окончательно упал, и против него подняли бунт янычары, вдохновленный фетвой шейх уль-ислама против реформ. Янычары взяли Стамбул и возвели на трон Мустафу IV, сына Абдул-Хамида I (1807). Селим был посажен под стражу, хотя и во дворце.
Рущукский наместник Алемдар Мустафа-паша по прозвищу «Байрактар», сторонник реформ, собрал войско из 40 000 человек и двинулся на Константинополь с целью восстановления Селима III, но он пришел слишком поздно: свергнутый султан был заколот ножом в серале начальником стражи евнухов. Узнав об этом, Мустафа-паша решил возвести на престол брата Мустафы, Махмуда.
По другой версии, Селим находился в заключении в своем гареме. В ночь на четверг 28 июля 1808 года он был со своей любимой женой, Рефет Хатун, или двумя наложницами. Когда Алемдар Мустафа-паша приближался к городу со своей армией, Мустафа IV приказал убить Селима и шехзаде Махмуда. Убийцами были слуга Феттах Грузии, слуга казначейства Эбе Селим и чернокожий евнух по имени Незир-агa. Когда убийцы обнажили кинжалы, одна из наложниц встала между ними и Селимом и была убита. Рефет Кадын-эфенди упала в обморок, и в завязавшейся борьбе свергнутый султан был убит. Его последними словами, согласно легенде, были «Allahu Akbar» («Аллах велик»). Убийцы двинулись дальше, чтобы найти шехзаде Махмуда и убить его, но тот был более удачлив и смог бежать.
По третьей версии, Селим был задушен по приказу правящего султана.
Селим был похоронен в мечети Лалели рядом с могилой отца.

## Семья
Известно о восьми наложницах Селима III: Афитаб Кадын-эфенди (ум. 1813), Хюснишах Кадын-эфенди (ум. 1814), Нуришемс Кадын-эфенди (ум. 1826), Нефизар Кадын-эфенди (ум. в июне 1792), Рефет Кадын-эфенди (1780—1870), Зибифер Кадын-эфенди (ум. 1817), Табисафа Кадын-эфенди (ум. 1854) и Пакизе Кадын-эфенди.

## Образ в кино
- «Адмирал Ушаков» (1953) — актёр Вадим Васильев